# Respirația a Doua

## Istoricul organizației
Asociația Națională Gerontologică „Respirația a doua pentru oameni în etate și inactivi” și-a început activitatea în cadrul programului de gerontologie și geriatrie pentru țările din Europa de Sud-Est al Institutului Societății Deschise (Open Society Institute), New York. Pe data de 30 septembrie 1998, la Bălți, chiar în ajunul Zilei Internaționale a oamenilor în etate a fost deschis primul centru gerontologic interdisciplinar pentru reabilitare socială ți medicală. La început a fost înregistrată organizația municipală „Respirația a doua pentru Nordul Moldovei” (aprilie, 1998), iar mai apoi, în iulie 1999, a fost oficial înregistrată de către Ministerul Justiției din RM Asociația Națională Gerontologică „Respirația a doua pentru oameni în etate și inactivi din mun. Bălți”.
Asociatia publica nationala activeaza in diferite direcții, lucrind, in special, cu oamenii in etate (programe Centre de zi, servicii de asistenta la domiciliu) si implicarea lor in viata sociala bazata pe principii de voluntariat, familiarizindu-i cu principiile de ingrijire a oamenilor in etate, de asemenea, se organizeaza programe training pentru profesionisti si batrini.
Membrii Asociației, partenerii sai naționali de stat sau non-guvernamentale atat ca si partenerii internaționali si colaboratori permanenți sunt inalt calificați experți naționali, europeni si internaționali.

## Obiectivele și misiunea organizației
1.Crearea și dezvoltarea unor servicii comunitare în Moldova (reabilitarea socială și medicală oamenilor în etate din Moldova).
2.Elaborarea, publicarea și răspîndirea materialelor educaționale în acest domeniu pentru profesioniști și neprofesioniști.
3.Activități di coordonare cu ONG-uri și organizațiile neguvernamentale ce lucrează cu oamenii în etate în cadrul Rețelei Naționale de ONG-uri.
4.Dezvoltarea serviciilor de îngrijire paliativă și a programelor de instruire în acest domeniu în Moldova. Propagarea ideilor de îngrijire paliativă în Moldova.

## Activități
Asociația Publică Națională activează în diferite direcții, lucrând în special, cu oamenii în etate în diverse programe:
Centru de zi;
Servicii de asistență la domiciliu;
Case calde;
Case deschise;
Hospice.
Oamenii în etate sunt implicați în viața socială sub formă de voluntariat, familiarizând-ui cu principii de îngrijire a oamenilor în etate, de asemenea se organizează programe de trening pentru bătrâni și profesioniști.
Organizația „Respirația a doua” a început colaborarea cu programul Reducerea Noxelor din anul 2004 ți în perioada de trei ani dezvoltă îngrijirea paliativă și suportul social pentru persoane cu HIV/SIDA. În perioada aceasta s-a efectuat instruirea, suportul psihologic și social pentru persoane cu HIV/SIDA și s-a inițiat formarea unei comunități a persoanelor cu HIV/SIDA, prin implicarea lor în activitățile organizației. Programe de lucru:
Servicii de asistență la domiciliu;
Grupuri de ajutor reciproc;
Suport consultativ (terapeut, infecționist, psiholog);
Programe de socializare și reintegrare;
Programe de referire, planificate la testarea la Dispanserul Dermato-Venerologic din Chișinău. 

## Parteneri
Fundația Soros Moldova;
HelpAge;
Comisia Europeană;
FISM;